# Liste der Staatsoberhäupter 1863
Übersicht
◄◄ | ◄ | 1859 | 1860 | 1861 | 1862 | Liste der Staatsoberhäupter 1863 | 1864 | 1865 | 1866 | 1867 | ► | ►►

Weitere Ereignisse

## Afrika
- Ägypten
  - Khedive (Vizekönig): Muhammad Said (1854–1863)
  - Khedive (Vizekönig): Ismail Pascha (1863–1867)

- Äthiopien
  - Kaiser: Theodor II. (1855–1868)

- Buganda
  - König: Mutesa I. (1856–1884)

- Bunyoro
  - König: Kyebambe IV. (1852–1869)

- Burundi
  - König: Mwezi IV. Gisabo (1852–1908)

- Dahomey
  - König: Glélé (1856–1889)

- Liberia
  - Präsident: Stephen Allen Benson (1856–1864)

- Marokko
  - Sultan: Sidi Mohammed IV. (1859–1873)

- Oranje-Freistaat
  - Präsident: Marthinus Wessel Pretorius (1859–1863)

- Ruanda
  - König: Kigeri IV. (1853–1895)

- Kalifat von Sokoto
  - Kalif: Ahmad bin Atiku (1859–1866)

- Südafrikanische Republik
  - Präsident: Marthinus Wessel Pretorius (1857–1863)

- Zulu
  - König: Mpande ka Senzangakhona (1840–1872)

## Amerika

### Nordamerika
- Konföderierte Staaten von Amerika (umstritten)
  - Staats- und Regierungschef: Präsident Jefferson Davis (1861–1865)

- Mexiko
  - Staats- und Regierungschef: Präsident Benito Juárez (1861–1864, 1867–1872)

- Vereinigte Staaten von Amerika
  - Staats- und Regierungschef: Präsident Abraham Lincoln (1861–1865)

### Mittelamerika
- Costa Rica
  - Staats- und Regierungschef:
    1. (provisorisch) José María Montealegre Fernández (1859–8. Mai 1863)
    2. Präsident Jesús Jiménez Zamora (8. Mai 1863–1866, 1868–1870)

- Dominikanische Republik
  - Staats- und Regierungschef: Präsident Antonio Pimentel (1861–1865)

- El Salvador
  - Staats- und Regierungschef:
    1. Präsident Gerardo Barrios (1859–26. Oktober 1863)
    2. Präsident Francisco Dueñas (1852–1854, 26. Oktober 1863–1871)

- Guatemala
  - Staats- und Regierungschef: Präsident Rafael Carrera y Turcios (1844–1848, 1851–1865)

- Haiti
  - Staats- und Regierungschef: Präsident Fabre Geffrard (1859–1867)

- Honduras
  - Staats- und Regierungschef:
    1. Präsident José Francisco Montes Fonseca (1862–21. Juni 1863)
    2. Präsident José María Medina (21. Juni 1863–1872)

- Nicaragua
  - Staats- und Regierungschef: Präsident Tomás Martínez (1857–1867)

### Südamerika
- Argentinien
  - Staats- und Regierungschef: Präsident Bartolomé Mitre (1862–1868)

- Bolivien
  - Staats- und Regierungschef: Präsident José Maria de Achá (1861–1864)

- Brasilien
  - Herrscher: Kaiser Peter II. (1831–1889)

- Chile
  - Staats- und Regierungschef: Präsident José Joaquín Pérez (1861–1871)

- Ecuador
  - Staats- und Regierungschef: Präsident Gabriel García Moreno (1859–1865)

- Granada-Konföderation (ab 8. Mai Vereinigte Staaten von Kolumbien)
  - Staats- und Regierungschef:
    1. Präsident Tomás Cipriano de Mosquera (1861–10. Februar 1863)
    2. Präsident Froilán Largacha (10. Februar–14. Mai 1863)
    3. Präsident Tomás Cipriano de Mosquera (14. Mai 1863–1864)

- Paraguay
  - Staats- und Regierungschef: Präsident Francisco Solano López (1862–1870)

- Peru (umstritten)
  - Staats- und Regierungschef:
    1. Präsident Miguel de San Román (1862–3. April 1863)
    2. Präsident Ramón Castilla (3. April–9. April 1863)
    3. (amtierend) Zweiter Vizepräsident Pedro Diez Canseco (9. April–5. August 1863)
    4. (amtierend) Erster Vizepräsident Juan Antonio Pezet (5. August 1863–1865)

- Uruguay
  - Staats- und Regierungschef: Präsident Bernardo Prudencio Berro (1860–1864)

- Venezuela
  - Staats- und Regierungschef:
    1. Präsident José Antonio Páez (1861–15. Juni 1863)
    2. Präsident Juan Crisóstomo Falcón (1863–1868)

## Asien
- Abu Dhabi
  - Emir: Zayed I. (1855–1909)

- Adschman
  - Scheich: Humaid I. (1848–1872)

- Afghanistan
  - Emir: Dost Mohammed Khan (1842–1863)
  - Emir: Shir Ali Khan (1863–1866)

- Bahrain
  - Emir: Muhammad ibn Khalifah Al Khalifah (1842–1868)

- China (Qing-Dynastie)
  - Kaiser: Tongzhi (1861–1874)

- Britisch-Indien
  - Vizekönig:
    - James Bruce (1862–1863)
    - Robert Napier (1863) (vorübergehend)
    - William Denison (1863–1864) (vorübergehend)

- Japan
  - Kaiser: Kōmei (1846–1867)
  - Shōgun: (Tokugawa): Tokugawa Iemochi (1858–1866)

- Korea
  - König: Cheoljong (1849–1864)

- Kuwait
  - Emir: Sabbah II. (1859–1866)

- Oman
  - Sultan: Thuwaini ibn Said (1856–1866)

- Persien (Kadscharen-Dynastie)
  - Schah: Naser od-Din Schah (1848–1896)

- Thailand
  - König: Mongkut, König von Thailand (1851–1868)

## Australien und Ozeanien
- Hawaii
  - König: Kamehameha IV. (1855–30. November 1863)
  - König: Kamehameha V. (30. November 1863–1872)

## Europa
- Abchasien
  - Prinz: Mikheil Sharvashidze (1822–1864)

- Andorra
  - Co-Fürsten:
    - Kaiser von Frankreich: Napoleon III. (1848–1870)
    - Bischof von Urgell: Josep Caixal i Estradé (1851–1879)

- Belgien
  - Staatsoberhaupt: König Leopold I. (1831–1865)
  - Regierungschef: Ministerpräsident Charles Rogier (1847–1852, 1857–1868)

- Dänemark
  - Staatsoberhaupt:
    - König: Christian VIII. Friedrich VII. (1848–15. November 1863)
    - König: Christian IX. (15. November 1863–1906)

  - Regierungschef:
    - Ministerpräsident Carl Christian Hall (1857–1859, 1860–31. Dezember 1863)
    - Ministerpräsident Ditlev Gothard Monrad (31. Dezember 1863–1864)

- Deutscher Bund
  - Österreich
    - Kaiser: Franz Joseph I. (1848–1916)
    - Ministerpräsident: Erzherzog Rainer von Österreich (1861–1865)

  - Preußen
    - König: Wilhelm I. (1861–1888)
      - Ministerpräsident: Otto von Bismarck (1862–1873)

  - Fürstentum Anhalt-Bernburg 1863 mit Dessau vereinigt
    - Herzog: Alexander Karl (1834–1863)

  - Fürstentum Anhalt-Dessau
    - Herzog: Leopold IV. (1817–1871)

  - Baden
    - Großherzog: Friedrich I. (1856–1907)

  - Bayern
    - König: Maximilian II. (1848–1864)

  - Braunschweig
    - Herzog: Wilhelm (1831–1884)

  - Bremen
    - Bürgermeister: Arnold Duckwitz (1857–1863, 1866–1869)
    - Bürgermeister: Johann Daniel Meier (1862–1865, 1868–1871)

  - Frankfurt
    - Älterer Bürgermeister: Samuel Gottlieb Müller (1849, 1860, 1863)

  - Hamburg
    - Bürgermeister: Nicolaus Ferdinand Haller (1863–1864, 1866–1867, 1870, 1873)

  - Hannover
    - König: Georg V. (1851–1866)

  - Hessen-Darmstadt
    - Großherzog: Ludwig III. (1848–1877)
      - Präsident des Gesamt-Ministeriums: Reinhard Carl Friedrich von Dalwigk (1850–1871)

  - Hessen-Homburg
    - Landgraf: Ferdinand (1848–1966)
      - Dirigierender Geheimer Rat: Georg Fenner (1862–1866)

  - Hessen-Kassel
    - Kurfürst: Friedrich Wilhelm (1847–1866)

  - Holstein und Lauenburg (Personalunion mit Dänemark 1815–1864)
    - Herzog: Friedrich II. (1848–1863)
    - Herzog: Christian II. (1863–1864)

  - Liechtenstein
    - Fürst: Johann II. (1858–1929)

  - Lippe
    - Fürst: Leopold III. (1851–1873)

  - Lübeck
    - Bürgermeister: Karl Ludwig Roeck (1855–1856, 1859–1860, 1863–1864, 1867–1868)

  - Luxemburg und Limburg (Personalunion mit den Niederlanden 1815–1890)
    - Großherzog: Wilhelm III. (1849–1890)

  - Mecklenburg-Schwerin
    - Großherzog: Friedrich Franz II. (1842–1883)
      - Präsident des Staatsministeriums: Jasper von Oertzen (1858–1869)

  - Mecklenburg-Strelitz
    - Großherzog: Friedrich Wilhelm (1860–1904)
      - Staatsminister: Bernhard Ernst von Bülow (1862–1868)

  - Nassau
    - Herzog: Adolf (1839–1866) (1890–1905 Großherzog von Luxemburg)
      - Staatsminister: August Ludwig zu Sayn-Wittgenstein-Berleburg (1852–1866)

  - Oldenburg
    - Großherzog: Nikolaus Friedrich Peter (1853–1900)
      - Staatsminister: Peter Friedrich Ludwig Freiherr von Rössing (1851–1874)

  - Reuß ältere Linie
    - Fürst: Heinrich XXII. (1859–1902) bis 1867 unter Vormundschaft
    - Regentin: Caroline von Hessen-Homburg (1859–1867)

  - Reuß jüngere Linie
    - Fürst: Heinrich LXVII. (1854–1867)

  - Sachsen:
    - König: Johann I. (1854–1873)
      - Vorsitzender des Gesamtministeriums: Friedrich Ferdinand von Beust (1858–1866)

  - Sachsen-Altenburg
    - Herzog: Ernst I. (1853–1908)

  - Sachsen-Coburg und Gotha
    - Herzog: Ernst II. (1844–1893)
      - Staatsminister: Camillo von Seebach (1849–1888)

  - Herzogtum Sachsen-Meiningen
    - Herzog: Bernhard II. (1803–1866)

  - Sachsen-Weimar-Eisenach
    - Großherzog: Carl Alexander (1853–1901)

  - Schaumburg-Lippe
    - Fürst: Adolf I. Georg (1860–1893)

  - Schwarzburg-Rudolstadt
    - Fürst: Friedrich Günther (1807–1867)

  - Schwarzburg-Sondershausen
    - Fürst: Günther Friedrich Karl II. (1835–1880)

  - Waldeck und Pyrmont
    - Fürst: Georg Viktor (1845–1893)
      - Regierungsrat: Carl Winterberg (1851–1867)

  - Württemberg
    - König: Wilhelm I. (1816–1864)
      - Staatsminister: Joseph von Linden (1850–1864)

- Frankreich
  - Kaiser: Napoleon III. (1851–1870)

- Griechenland
  - König: Georg I. (1863–1913)

- Italien
  - König: Viktor Emanuel II. (1861–1878)

- Monaco
  - Fürst Charles III. (1856–1889)

- Montenegro (bis 1878 unter osmanischer Suzeränität)
  - Fürst: Nikola I. Petrović Njegoš (1860–1918) (ab 1910 König)

- Neutral-Moresnet
  - Herrscher: Leopold I., König von Belgien (1831–1865)
  - König: Wilhelm I. (1861–1888)
  - Bürgermeister: Joseph Kohl (1859–1882)

- Niederlande
  - König: Wilhelm III. (1849–1890)

- Norwegen
  - König: Karl IV. (1859–1872) (identisch mit Karl XV. von Schweden; Norwegisch-Schwedische Personalunion)

- Osmanisches Reich:
  - Sultan: Abdülaziz (1861–1876)

- Portugal
  - König: Ludwig I. (1861–1889)

- Rumänien (bis 1878 unter osmanischer Suzeränität)
  - Staatsoberhaupt: Fürst Alexander Johann I. (1862–1866)
  - Regierungschef:
    - Ministerpräsident Nicolae Crețulescu (1862–1863, 1865–1866, 1867)
    - Ministerpräsident Mihail Kogălniceanu (1863–1865)

- Russland
  - Kaiser: Alexander II. (1855–1881)

- Schweden
  - König: Karl XV. (1859–1872) (1859–1872 König von Norwegen)

- Serbien (bis 1878 unter osmanischer Suzeränität)
  - Fürst: Mihailo Obrenović III. (1839–1842, 1860–1868)

- Spanien
  - Königin: Isabella II. (1833–1868)

- Ungarn
  - König: Franz Joseph I. (1848–1916) (1848–1916 König von Böhmen, 1848–1916 Kaiser von Österreich)

- Vereinigtes Königreich
  - Staatsoberhaupt: Königin Victoria (1837–1901) (1877–1901 Kaiserin von Indien)
  - Regierungschef: Premierminister Henry Temple, 3. Viscount Palmerston (1855–1858, 1859–1865)